# 珞巴语
珞巴语是珞巴族语言的统称，在中国实际控制地区有3000多人使用，都属于汉藏语系，包括
- 塔尼语支的几种语言。其中使用人数最多的是崩尼-博嘎尔语，包括崩尼、博嘎尔和达木（米古巴）三个方言，分别分布在隆子县、米林县和墨脱县。
- 义都语，属于义都-达让语支
- 苏龙语
- 崩如语

由于这些语言分属不同的分支，现在语言学界已经很少使用“珞巴语”这个概念。